# Murexechinus melanurus
Мурексехінус чорнохвостий (Murexechinus melanurus) — вид сумчастих, родини кволових. Тривалий час вид розглядався у роді Antechinus, генетичні дослідження, однак показали, що це відокремлений рід.

## Поширення
Цей вид має широке поширення в Центральних Кордильєрах острова Нова Гвінея а також на гірських пасмах Арфак і Торічеллі на висотах 0-2800 м над рівнем моря. Живе в тропічному лісі, в середньогірському лісі, буковому лісі, панданному лісі та моховитому лісі.

## Відтворення
Самиці мають до чотирьох дітей, немає сезону розмноження.

## Загрози та охорона
Основні загрози невідомі. Вид присутній в кількох охоронних районах.